# Savignac-Mona
 Savignac-Mona  là một xã thuộc tỉnh Gers trong vùng Occitanie miền nam nước Pháp.